# Lehnspflicht
Die Lehnspflicht, auch Lehenspflicht bezeichnet im Lehnswesen die Gesamtheit der Verhaltensweisen und Leistungen, die Lehnsherren und Vasallen einander schuldig waren. Die Einzelheiten dieser Pflicht waren sowohl regional als auch vom Einzelfall abhängig und im Laufe der Zeit starken Veränderungen unterworfen.
Grundsätzlich waren Lehnsherr und Vasall zu gegenseitiger Treue und Loyalität verpflichtet:
- Der Lehnsmann leistete Heerfahrt (Stellen von Soldaten) und Hoffahrt (Anwesenheit am Hof, Beratung des Lehnsherren) und erbrachte Abgaben und Dienste.
- Der Lehnsherr schützte mit den ihm zur Verfügung stehenden Mitteln seine Lehnsleute.

Mit der Veränderung des Lehnswesens und als Folge von Kriegen entwickelte sich die ursprünglich auf Gegenseitigkeit beruhende Lehnspflicht häufig einseitig. So manche Lehnspflicht war daher schließlich mehr eine Untertänigkeit oder eine andere Form des in der Antike üblichen Tributs. Andererseits konnten sich Vasallen so weit ihren Pflichten entziehen, dass die Abhängigkeit schließlich nur noch pro forma bestand, so beispielsweise am Ende des Heiligen Römischen Reiches.